# Парга (дим)
Па́рга (греч. Δήμος Πάργας) — община (дим) в Греции. Административно относится к периферийной единице Превеза в периферии Эпир. Административный центр — Каналакион, исторический центр — Парга. Площадь 275,225 км². Население 11 866 человек по переписи 2011 года. Плотность 43,18 человека на квадратный километр. Димархом на местных выборах 2019 года избран Никос Захариас (греч. Νίκος Ζαχαριάς).
Община создана в 1947 году (ΦΕΚ 300Α). В 2010 году (ΦΕΚ 87Α) по программе «Калликратис» к общине присоединена упразднённая община Фанари.